# Archestrato di Atene
Archestrato (metà del V secolo a.C. – Mitilene, 407 o 406 a.C.) è stato un ammiraglio ateniese.

## Biografia
Dopo la sconfitta subita da Alcibiade a Nozio (407 a.C.), questi fu esiliato; al suo posto furono nominati dieci comandanti, tra cui Archestrato.
Senofonte e Diodoro Siculo, dopo averne fatto il nome, non ne parlano più; Lisia, però, aggiunge che morì a Mitilene, quindi è probabile che fosse con Conone quando Callicratida bloccò quest'ultimo a Mitilene.